# Horská Kvilda

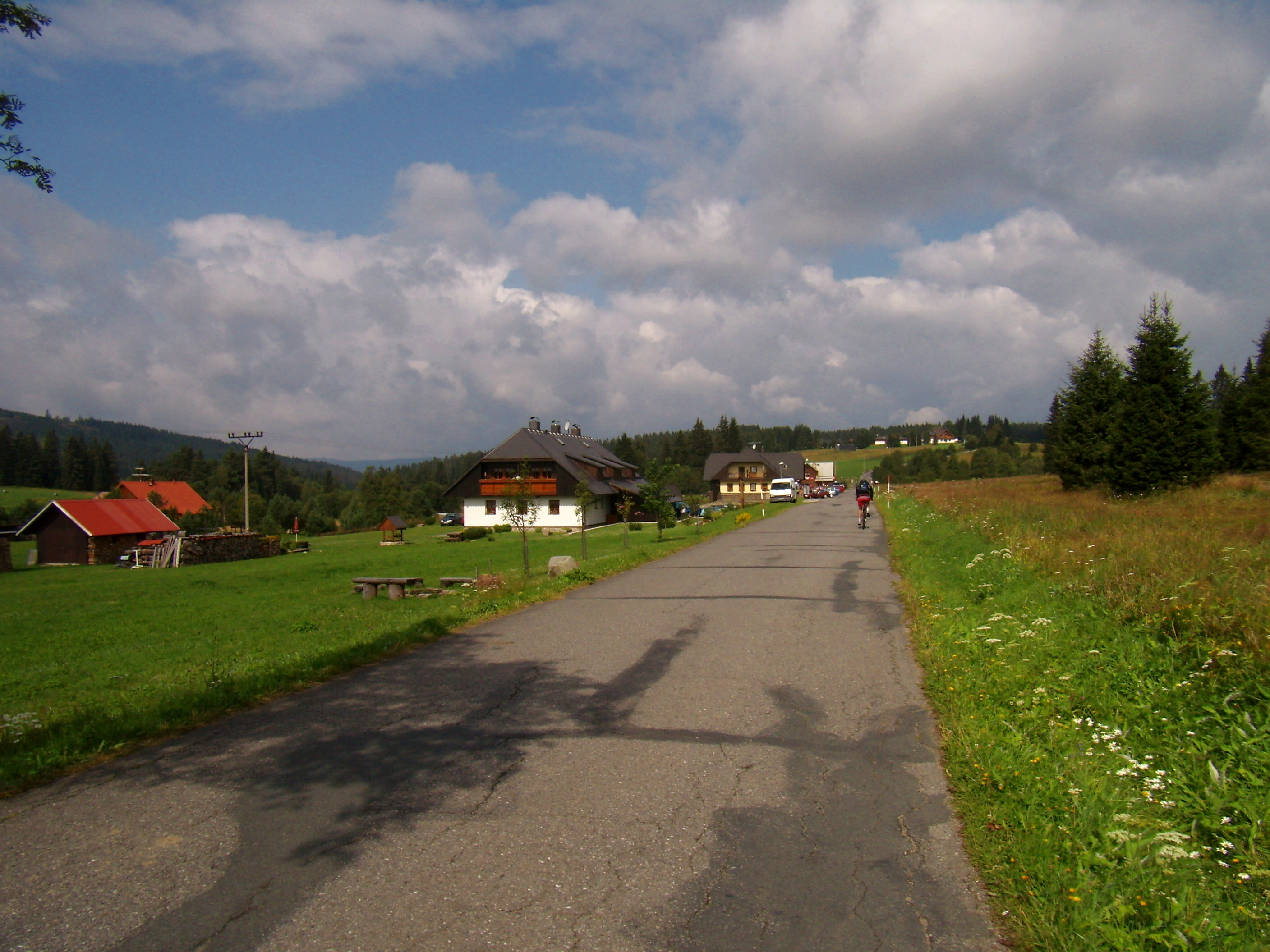
Ortsansicht von Horská Kvilda

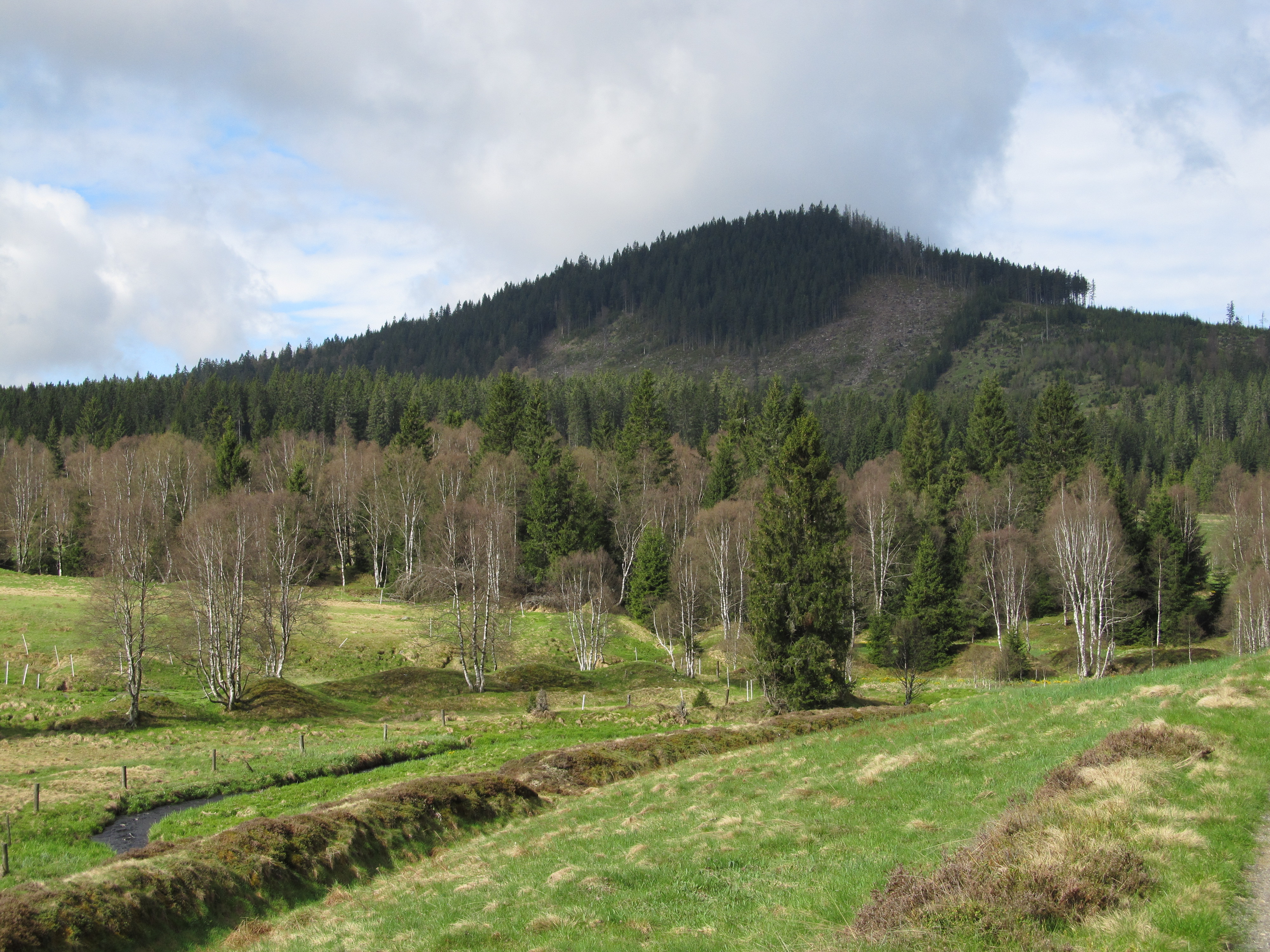
Raithalden am Hamerský potok

Horská Kvilda (deutsch Innergefild) ist eine Gemeinde in Tschechien. Sie liegt 17 Kilometer westlich von Vimperk und gehört zum Okres Klatovy.

## Geographie
Die Streusiedlung Horská Kvilda liegt im Böhmerwald in der Talmulde des Hamerský potok (Gefildebach) und wird von größeren Moorgebieten umgeben. Südwestlich erhebt sich der Sokol (Antigelberg, 1253 m), südlich die Březová hora (1193 m).
Nachbarorte sind Zhůří im Norden, Churáňov und Zadov im Nordosten, Vydří Most und Nové Hutě im Osten, Kvilda im Süden, Horní Antýgl, Korýtko und Filipova Huť im Südwesten, Rokyta im Westen sowie Horní Hrádky im Nordwesten.

## Geschichte
Das große Waldgebiet, das sich in einer Höhe von etwa 1070 m ü. M. von Haidl (Zhůří) und Goldbrunn (Zlatá Studná) über den Hanifberg (Tetřev), Diebstein (Lapka) und Antigelberg (Sokol) bis zum Schwarzberg (Černá hora) im Süden ausdehnte, wurde früher als das Gefielde bezeichnet. Das Gefielde war ursprünglich Teil des böhmischen Grenzwaldes. 1318 erhielt das Johanniterkloster in Strakonice den südlichen Teil geschenkt. Johann von Luxemburg überließ den nördlichen Teil im Jahre 1345 der Freien Bergstadt Reichenstein. Seit dieser Teilung wurde zwischen dem äußeren (Außergefild) und dem inneren (Innergefild) Gefielde unterschieden.
Erste Hinweise auf eine Besiedlung des Inneren Gefildes stammen aus der Zeit der Errichtung der Handelsstraße von Schüttenhofen über Reichenstein nach Passau im 14. Jahrhundert. Zu dieser Zeit wurde im Hammerbach nach Gold geseift. Die erste urkundliche Nachricht über die am Goldenen Steig gelegene Siedlung Innergefild stammt aus dem Jahre 1577.
Die Bewohner der Bergsiedlung lebten vor allem von der Glasmacherei und Holzfällerei. So lag im Gemeindegebiet die Antiglhütte und in der weiteren Umgebung die Glashütten Vogelsang/Podlesí, Philippshütte/Filipova Huť, Haidl/Zhůří und Tiefenthal/Hluboká. Sie alle hatten großen Bedarf an Brennholz und Holz zur Herstellung von Pottasche.
Im Jahre 1838 bestand das auf einer großen Waldlichtung zwischen dem Antigelberg und dem Ranklau zerstreut liegende Dorf Innergefield aus 43 Häusern mit 390 Einwohnern. Im Ort gab es eine unter dem Patronat der Stadt Bergreichenstein stehende Filialschule sowie zwei Mühlen und eine Brettsäge am Gefielderbach. Einige Häuser lagen am Hang des Antigelberges und des Windischberges einzeln im Wald. Wegen der Höhenlage war in dem Dorf keine Feldwirtschaft möglich, es gab lediglich Wiesengründe und Hutweiden. Pfarrort war Außergefield. Bis zur Mitte des 19. Jahrhunderts blieb Innergefield zum Dominium Bergreichenstein untertänig.
Nach der Aufhebung der Patrimonialherrschaften bildete Innergefild ab 1850 einen Ortsteil der Gemeinde Ziegenruck im Gerichtsbezirk Bergreichenstein. Ab 1868 gehörte das Dorf zum Bezirk Schüttenhofen. Im Jahre 1869 bestand das Dorf aus 39 Häusern und hatte 415 Einwohner. 1880 entstand die Gemeinde Innergefild mit den Ortsteilen Antigl, Haidl, Goldbrunn, Grantl, Ranklau und Schrollenhaid. Der tschechische Ortsname Horská Kvilda wurde 1924 eingeführt; das Präfix Horská (Berg-) bezieht sich nicht auf die Höhenlage im Böhmerwald, die bei Kvilda genauso gegeben ist, sondern auf die historische Zugehörigkeit der inneren Gefildes zur Bergstadt Kašperské Hory. Im Jahre 1930 hatte die Gemeinde 624 Einwohner; davon lebten 511 in den 62 Häuserns des Kernortes Horská Kvilda. 1938 fiel Innergefild durch das Münchner Abkommen an das Deutsche Reich und gehörte bis 1945 zum Landkreis Bergreichenstein. 1939 lebten in der Gemeinde 662 Menschen. Nach dem Zweiten Weltkrieg wurden die mehrheitlich deutschsprachigen Einwohner vertrieben und ihr Vermögen durch das Beneš-Dekret Nr. 108 konfisziert. 1949 wurde Horská Kvilda dem neugebildeten Okres Vimperk zugeordnet. Das Dorf Horská Kvilda hatte 1950 186 Einwohner, 1961 waren es 53 und 1980 nur noch 21. Im Zuge der Gebietsreform von 1960 kam Horská Kvilda zum Okres Klatovy und wurde nach Modrava eingemeindet. Ab 1980 gehörte Horská Kvilda als Ortsteil zur Gemeinde Srní. Seit dem 24. November 1990 besteht die Gemeinde Horská Kvilda wieder.

## Gemeindegliederung
Die Gemeinde Horská Kvilda besteht aus den Ortsteilen Horská Kvilda (Innergefild) und Korýtko (Grandl, auch Grantl). Zu Horská Kvilda gehören außerdem die Einschichten Antigl I. díl, auch Horní Antýgl (Ober Antigel) und Turnerova chata (Turnerhütte). Auf dem Gemeindegebiet liegen die Fluren der aufgelassenen Orte Antiglhütte, Bernstein, Pechler, Ranklov (Ranklau), Výhledy (Schrollenhaid) und Zlatá Studna (Goldbrunn).

## Sehenswürdigkeiten
- Moorgebiet Jezerní slať (Seefilz) mit Aussichtspunkt
- Raithalden am Hamerský potok

## Söhne und Töchter der Gemeinde
- Josef Klostermann, genannt Rankl Sepp (1819–1888), der auf dem Ranklhof in Ranklau bei Innergefild lebende Rankl Sepp, war bekannt für seine hünenhafte Gestalt und seine außergewöhnlichen Kräfte. Der auch als letzter Böhmerwaldriese bezeichnete Klostermann war mit dem Schriftsteller Karel Klostermann, der ihn im Roman V ráji šumavském beschrieb, weitläufig verwandt. Der Rankl Sepp verstarb in Jáchymov, sein Grab ist auf dem Friedhof in Stachy erhalten.